# Kwame Nkrumah
Kwame Nkrumah (Nkroful, Zlatna obala, 21. rujna 1909. – Bukurešt, 27. travnja 1972.), jedan od najvećih pan-afrikanista 20. stoljeća.

## Životopis
Rodio se kao Francis Nwia Kofi-Ngonloma. Školovao se u Accri, kasnije i u sjemeništu, a bio je i u SAD-u. Tijekom studija i poslije upoznao se s raznim ljudima koji su imali utjecaj na njega. Među njima su Marcus Garvey, W.E.B. du Bois (jedan od osnivača NAACP-a) i George Padmore.
Želio je dobro svojoj domovini, a to se moglo postići samo kroz tri cilja. (Prvo-morao je naučiti vladati, drugo-ujediniti narod i teritorije u jednu državu, te postići nezavisnost te iste države.) U svemu tome je uspio.
Prvotni pristaše bili su mu sindikati, žene, i farmeri kakaoa.
Dana 6. ožujka 1957. Gana je proglasila neovisnost. On je pobijedio na izborima, te je slavljen kao "Osagyeho" što znači "pobjednik". Došavši na vlast, Kwame je počeo provoditi marksističku ekonomsku politiku, (stvorio je plansko gospodarstvo) no distancirao se od afričkog socijalizma, kojeg su provodili njegovi suvremenici. Sagradio je infrastrukturu, a posebice branu od koje Gana dobiva veliki dio svoje energije.
Zajedno s kenijskim predsjednikom Jomom Kenyattom, pridružio se Organizaciji afričkog jedinstva. Njih dvojica su ujedno i osnovali tu organizaciju.Tom cilju su pomogli i Julius Nyerere i etiopski car Haile Selassie.
Godine 1964. Gana je proglašena jednostranačkom državom, a Kwame doživotnim predsjednikom. Godine 1966. srušen je s vlasti vojnim udarom kojeg je podupirala CIA.
Pobjegao je u Gvineju, gdje je živio u izbjeglištvu kao gost Sekou Tourea. Sekou ga je proglasio počasnim su-predsjednikom Gvineje. Umro je u 62. godini u Rumunjskoj, gdje se liječio od raka kože. Sa ženom Fathiom imao je četvero djece. Godine 2000. slušatelji BBC-ovog programa World Service proglasili su Kwamea najvećim Afrikancem tisućljeća. On je pokrenuo ideju o Sjedinjenim Državama Afrike (o kojima se nedavno raspravljlo na samitu afričkih vođa).